# Vakantiebeurs
Die Vakantiebeurs ist die größte Freizeit- und Touristikmesse in den Niederlanden. Sie findet auf dem Messegelände der Jaarbeurs in Utrecht statt. Regionen stellen sich vor, Ausrüster und Touristikanbieter informieren. Die Messe richtet sich an Experten aus der Reise- und Tourismusbranche und – als Verbrauchermesse – auch an interessierte Privatpersonen.

## Zahlen und Fakten
Die Vakantiebeurs findet jährlich im Januar in Utrecht statt und dauert knapp eine Woche. In den Jahren 2021 und 2022 fand sie im Zusammenhang mit den Einschränkungen bezogen auf die COVID-19-Pandemie nicht statt. 2023 soll sie nun wieder zwischen dem 12. und 15. Januar stattfinden.   
Im Jahr 2014 war Deutschland Partnerland der Vakantiebeurs. In Halle 9 stellten sich deutsche Regionen dem Messepublikum vor. Mit 117.073 Besuchern konnte die Vakantiebeurs 2014 einen Besucheranstieg von 13 Prozent vermelden. Im selben Jahr setzte die niederländische Bahngesellschaft (NS) zum ersten Mal am Messesamstag zwei Sonderzüge ein, die von Zwolle über Amersfoort nach Utrecht fuhren. Eine Messeumfrage unter den Besuchern ergab, dass die voraussichtlich geplanten Urlaubsausgaben 2014 mit 3.300 Euro dreimal so hoch ausfallen wie noch im Vorjahr.